# Edward P. McNeff
Edward Patrick McNeff (* 7. März 1924 in Camden, Camden County, New Jersey; † 11. Oktober 2023 in Pintop, Navajo County, Arizona) war ein Generalmajor der United States Air Force. Er war unter anderem kommissarischer Kommandeur der United States Forces Japan und der 5. Luftflotte.
Im Jahr 1942 absolvierte McNeff die Audubon High School in New Jersey. Anschließend trat er der United States Army bei und absolvierte dort eine Offiziersausbildung. Gleichzeitig wurde er zum Kampfpiloten ausgebildet. Im August 1943 wurde er als Leutnant in das Offizierskorps des Heeres aufgenommen und den United States Army Air Forces zugeteilt. In der Armee bzw. ab 1947 in der Luftwaffe durchlief er alle Offiziersränge vom Leutnant bis zum Zwei-Sterne-General.
Im Januar 1944 wurde er zur Zeit des Zweiten Weltkriegs nach England verlegt von wo er als Kampfpilot Einsätze über Deutschland und über von den Deutschen besetzte Gebiete flog.
Im September 1945 kehrte er in die Vereinigten Staaten zurück. Dort war er an verschiedenen Stützpunkten stationiert. Im Jahr 1947 wurde er in die neugegründete United States Air Force übernommen. Dabei war er als Pilot, Flugausbilder oder Stabsoffizier bei unterschiedlichen Einheiten tätig. Im Jahr 1953 wurde er als Kampfpilot im Koreakrieg eingesetzt. Danach setzte er seine Laufbahn in den USA fort. Dort studierte er in den Jahren 1957 und 1958 an der University of Chicago. Zwischen August 1959 und Juni 1961 kommandierte McNeff auf der Sawyer Air Force Base in Michigan die 62d Fighter Squadron.
Danach war er bis Juli 1963 in Taiwan stationiert. Dort gehörte er der Stabsabteilung für Planungen und Operationen der amerikanischen Militärberater Gruppe (Military Assistance Advisory Group) an. Nach seiner Heimkehr bekleidete er einige Stellen als Stabsoffizier bei verschiedenen Luftwaffeneinheiten. In Fort Benning, dem heutigen Fort Moore, absolvierte er eine Fallschirmspringer Ausbildung.
Zwischen Januar 1967 und Februar 1968 war McNeff im Vietnamkrieg eingesetzt. Dort war er stellvertretender Kommandeur des 35. Taktischen Kampfgeschwaders (35th Tactical Fighter Wing). Gleichzeitig flog er dort über 200 Kampfeinsätze. Im Februar 1968 wurde er auf die Clark Air Base auf den Philippinen versetzt, wo er das Kommando über das 405. Kampfgeschwader (405th Fighter Wing) übernahm. Anschließend wurde er auf die McConnell Air Force Base in Kansas beordert, wo er im Februar 1970 Oberbefehlshaber der 835. Luftdivision (835th Air Division) wurde. Dieses Amt übte er bis zum August 1971 aus. Dann wurde er stellvertretender Kommandeur des U.S. Air Force Tactical Air Warfare Centers das auf der Eglin Air Force Base in Florida ansässig war.
Zwischen August 1972 und Oktober 1973 war Edward McNeff auf der Bergstrom Air Force Base in Texas stellvertretender Kommandeur der 12. Luftflotte. Daran schloss sich eine Versetzung nach Japan an. Ab Oktober 1973 bis zu seiner Pensionierung im Jahr 1975 war er dort stellvertretender Kommandeur der United States Forces Japan und der 5. Luftflotte. Zwischen dem 1. März und dem 8. Mai 1974 musste er in dieser Eigenschaft das Amt des Kommandeurs dieser beiden in Personalunion geführten Kommandos kommissarisch übernehmen. Dabei überbrückte er die Zeit zwischen dem Ende der Amtszeit des vorherigen Oberbefehlshabers Robert E. Pursley und dem Amtsantritt von dessen Nachfolger Walter T. Galligan.
Während seiner aktiven Zeit als Militärpilot absolvierte Edward McNeff über 6700 Flugstunden auf verschiedenen Flugzeugtypen.
Nach seiner Pensionierung studierte McNeff am Sandra Day O'Connor College of Law Jura und praktizierte für einige Jahre als Rechtsanwalt. In seinem Ruhestand unternahm er zahlreiche ausgedehnte Fahrradtouren durch verschiedene Teile der Vereinigten Staaten. Außerdem war er ein leidenschaftlicher Golfspieler. Er verbrachte seinen Lebensabend in Pintop in Arizona, wo er am 11. Oktober 2023 im Alter von 99 Jahren verstarb. Er fand seine letzte Ruhestätte auf dem amerikanischen Nationalfriedhof Arlington.

## Orden und Auszeichnungen
Edward McNeff erhielt im Lauf seiner militärischen Laufbahn unter anderem folgende Auszeichnungen:
- Legion of Merit
- Distinguished Flying Cross
- Air Medal
- Air Force Commendation Medal
- Army Commendation Medal
- Presidential Unit Citation
- Gallantry Cross (Südvietnam)